# Walter Brandmüller
Walter Brandmüller, född 5 januari 1929 i Ansbach, Bayern, är en tysk kardinal och ärkebiskop. 

## Biografi
Walter Brandmüller studerade vid Münchens universitet och avlade där doktorsexamen. Han prästvigdes 1953. Från 1970 till sin pensionering 1997 var han professor i modern och medeltida kyrkohistoria vid Augsburgs universitet.
År 2010 utnämndes Brandmüller till titulärärkebiskop av Caesarea in Mauretania och biskopsvigdes av kardinal Raffaele Farina i Santa Maria dell'Anima den 13 november samma år. 
Den 20 november 2010 kreerade påve Benedikt XVI Brandmüller till kardinal med San Giuliano dei Fiamminghi som titeldiakonia. 
Tillsammans med kardinalerna Joachim Meisner, Carlo Caffarra och Raymond Leo Burke inlade Brandmüller i november 2016 dubia till påve Franciskus och bad denne att klargöra vissa skrivningar i den apostoliska uppmaningen Amoris laetitia.